# Kleine ani
De kleine ani of gladsnavelani (Crotophaga ani) is een vogel uit de familie van de koekoeken (Cuculidae). De wetenschappelijke naam van de soort werd in 1758 gepubliceerd door Carl Linnaeus.

## Kenmerken
De kleine ani is een zwarte vogel met een lange staart, korte vleugels en een opvallende, grote snavel. Het verenkleed is bij beide geslachten gelijk. De lichaamslengte bedraagt 35 cm en het gewicht 125 gram.

## Leefwijze
Deze vogel nestelt laag in dichtbegroeide struiken in het warme seizoen, en is te vinden in de begroeide gebieden. Hij foerageert voornamelijk op de grond, eet sprinkhanen en andere insecten en volgt vee dat insecten verstoort, om die te onderscheppen. De vogel zit ook wel op de rug van dieren om teken uit de huid te halen.

## Voortplanting
Deze vogels leven in kleine groepen van verschillende paren, die gezamenlijk de eieren uitbroeden en de jongen grootbrengen. Volgroeide jongen blijven vaak bij het nest om te helpen het volgende broedsel groot te brengen.

## Verspreiding
Deze standvogel is te vinden in Florida, Midden- en Zuid-Amerika en op de Galapagoseilanden.

## Status
De grootte van de populatie is in 2019 geschat op 20 miljoen volwassen vogels. Op de Rode lijst van de IUCN heeft deze soort de status niet bedreigd.  